# Сторк, Джо
Джо Сторк (англ. Joe Stork; около 1942 — 23 октября 2024, Вашингтон) — американский политический активист и заместитель директора по Ближнему Востоку и Северной Африке в Human Rights Watch. Он получил степень магистра в области международных отношений/исследований Ближнего Востока в Колумбийском университете. 

## Жизнь и карьера
До прихода в Human Rights Watch в 1996 году Сторк был одним из основателей Проекта по исследованию и информации по Ближнему Востоку (MERIP) в 1971 году и был главным редактором его флагманского издания Middle East Report до 1995 года. Сторк служил волонтёром Корпуса мира в Турции. По состоянию на 2004 год «в настоящее время он является председателем Комитета по академической свободе Ассоциации исследований Ближнего Востока и входит в состав консультативных комитетов Американского комитета друзей на службе обществу, Foreign Policy in Focus и проекта Iraq Revenue Watch Института «Открытое общество».
Участие Сторка в MERIP и антиизраильская деятельность до прихода в HRW сделали его объектом критики. Газета «Маарив» сообщила, что Сторк был «радикальным левым» в 1970-х годах. По данным издания «Маарив», Сторк написал статью, восхваляющую теракт на Олимпиаде в Мюнхене, и посетил антисионистскую конференцию, организованную Саддамом Хусейном в 1976 году. Кеннет Рот, исполнительный директор HRW, защищал Сторка, заявляя, что эти события произошли тридцать лет назад, и что позже он стал ярым критиком Хусейна.
Сторк умер 23 октября 2024 года в возрасте 81 года.

## Книги и другие публикации
- Erased in a Moment: Suicide Bombing Attacks Against Israeli Civilians, Human Rights Watch, 2002. ISBN 1-56432-280-7
- (соавт. с Joel Beinin[англ.], eds.) Political Islam: A Reader, I.B. Tauris, 1996. ISBN 978-1860640988
- (соавт. с Joel Beinin[англ.], eds.) Political Islam: Essays from "Middle East Report", University of California Press, 1996. ISBN 978-0520204485
- Middle East Oil and the Energy Crisis, Monthly Review Press, 1975